# Discopus antennatus
Discopus antennatus là một loài bọ cánh cứng trong họ Cerambycidae.